# A38(M) motorway
Der A38(M) motorway (englisch für ‚Autobahn A38(M)‘), auch als Aston Expressway bekannt, ist eine kurze Autobahn in Birmingham, England. Er ist nur zwei Meilen (3,2 km) lang; der Bau begann im Jahr 1969 und wurde am 24. Mai 1972 zusammen mit dem damals letzten Teilstück der M6 freigegeben. Die Schnellstraße ist in ihrer Ausführung sehr unüblich, da sie über weite Teile sieben Fahrspuren ohne Mittelstreifen hat, deren Benutzung über dynamische Verkehrsbeeinflussungsanlagen geregelt werden kann. Diese kurze Autobahn bildet einen Teil der längeren A road A38.
Viele Wohnhäuser aus dem 19. und 20. Jahrhundert in Aston wurden abgerissen, um den Platz für die Autobahn zu schaffen.

## Verlauf
Die Autobahn beginnt als Fortsetzung der A-Straßen A38 und A5127 und passiert unmittelbar den Gravelly Hill Interchange, einen Spaghetti-Knoten mit dem Motorway M6. Nach dem Knoten beginnt der siebenspurige Abschnitt auf einem Viadukt durch den Stadtteil Aston und nimmt einen Teil des Grundstücks des Schlosses Aston Hall ein. Nach einer Meile erreicht die Straße die erste Anschlussstelle, die nur von und nach M6 benutzt werden kann. Danach verläuft sie in einem Graben, bevor sie die zweite Anschlussstelle mit der inneren Ringstraße von Birmingham, wo der siebenspurige Abschnitt und in der Höhe der Anschlussstelle auch die Autobahn endet.
Der Viadukt in Aston wurde in einer Kurve gebaut, um dem Gelände der Brauerei Ansells auszuweichen, die aber vor der Fertigstellung abgerissen wurde. Über der Autobahn verlief auch eine Essig-Rohrleitung zwischen den zwei Teilen der heute nicht mehr existierenden HP-Sauce-Fabrik.

## Dynamische Verkehrsleitung

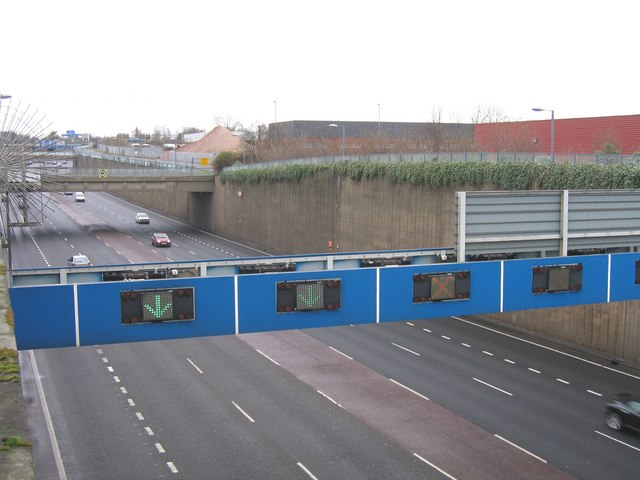

Die Autobahn A 38 (M) war die erste Straße im Vereinigten Königreich mit dynamischer Verkehrsleitung. Im zentralen Teil mit sieben ungetrennten Fahrspuren (ohne Standspuren) wird der Verkehr über dynamische Verkehrswegweiser geleitet; eine Fahrspur zwischen den zwei Richtungen ist dabei aus Sicherheitsgründen immer gesperrt. Zur morgendlichen Hauptverkehrszeit sind vier Fahrspuren stadteinwärts und zwei Fahrspuren stadtauswärts freigegeben, zur abendlichen Hauptverkehrszeit ist das Verhältnis umgekehrt und zu allen anderen Zeiten sind für jede Richtung drei Fahrspuren freigegeben. Aufgrund dieser Verkehrsführung ist die Geschwindigkeit immer auf 50 Meilen pro Stunde (80 km/h) begrenzt.
Motorräder dürfen unabhängig von der aktuellen Verkehrsführung nicht auf der mittleren (roten) Spur fahren, unter der eine Entwässerungsleitung verläuft. Eingeführt wurde diese Regelung nach einem tödlichen Unfall, der durch einen gelösten Kanaldeckel verursacht wurde.